# NML Cygni
Désignations
NML Cygni (ou V1489 Cygni) est une hypergéante rouge située à environ 1,6 kpc (∼5 220 al) dans la constellation du Cygne. Elle est l'une des plus grosses étoiles connues, avec un diamètre approximativement 1640 ou 1183 à 2770 fois plus grand que celui du Soleil (égal à 15,3 unité astronomique), soit environ 2 284 165 760 ou 1 647 545 172 à 3 858 011 680 km.
Elle fait partie des étoiles hypergéantes les plus brillantes.

## Caractéristiques
NML Cygni est une étoile variable semi-régulière d'une période approximative de 940 jours. Sa luminosité bolométrique est de près de 3 × 105 L☉ et sa magnitude bolométrique est située autour de -9,0. Cette étoile fait partie des hypergéantes froides les plus brillantes.

### Comparaisons
Si NML Cygni était placée au centre du Système solaire, sa surface s'étendrait plus loin que l'orbite de Jupiter. En fait, elle comblerait plus de la moitié de l'espace entre les orbites de Jupiter et de Saturne. Elle a un volume d'approximativement 4,43 milliards de fois celui du Soleil.

## Découverte
NML Cygni a été découverte en 1965 par Neugebauer, Martz et Leighton. Le nom NML vient des noms de ses trois découvreurs.